# Tjesnac Šelikova
Tjesnac Šelikova (eng. Shelikof Strait; rus. Пролив Шелихова) tjesnac je na jugozapadnoj obali američke države Aljaske između kopna Aljaske na zapadu i otoka Kodiak i Afognak na istoku.
Tjesnac Šelikova odvaja kopneni obalni pojas općine Kodiak Island od njegovog dijela otoka Kodiak i dugačak je oko 240 km i širok 40 do 48 km. Cookov zaljev je na njegovom sjevernom kraju. Tjesnac je dobro poznat po svom ekstremnom plimnom toku zbog njegove blizine Cookovom zaljevu, koji može imati maksimalne varijacije plime i do 12 metara.
Tjesnac je dobio ime po Grigoriju Šelikovu (1747. – 1795.), ruskom trgovcu krznom koji je osnovao prvo rusko naselje na području današnje Aljaske u zaljevu Tri sveca na otoku Kodiak 1784. godine.
Hidroavionski tender mornarice Sjedinjenih Američkih Država USS Shelikof, u službi od 1944. do 1947. i od 1952. do 1954., nazvan je po ovom tjesnacu.